# Ганчо Гужгулов
Проф. инж. Ганчо Върбанов Гужгулов е български професор инженер по хидравлика, хидравлични машини и хидро- и пневмомашини и задвижвания.

## Биография
Роден е на 8 октомври 1935 г. в гр. Лясковец, където завършва прогимназиално образование. От 1949 г. е ученик в Народна механотехническа гимназия (по-късно Техникум по механотехника) в Горна Оряховица по специалността „Двигатели с вътрешно горене“. Завършва техникума през 1954 г. и работи като монтьор в машинно-тракторна станция в същия град. От 1955 г. е студент във ВИММЕСС – Русе по специалността „Ремонт и експлоатация на трактори, автомобили и селскостопански машини“. В края на 1960 г. завършва института с отличен успех и започва работа като главен инженер на СНИИ „Образцов чифлик“. След конкурс на 1 октомври 1962 г. е приет за асистент по „Рязане на металите, металорежещи инструменти и машини“, а от 1 март 1964 г. – по „Хидравлика и хидравлични машини“. От 1 април 1974 г. е доцент по „Хидравлика и хидравлични машини“, а от 16 февруари 1990 г. – професор по „Хидро- и пневмомашини и задвижвания“.

## Научноизследователска дейност
Като учен в първите години работи в областта на хидравличните съпротивления на различни елементи и по аеродинамиката на аспирационните системи на зърночистачните машини. По-късно изследва и оптимизира работата на многостъпални центробежни помпи, а впоследствие работи в областта на теорията и конструкциите на обемни помпи за високовизкозни течностти и въпроси от областта на устройства и системи за хидрозадвижване.
Автор е на повече от сто научни труда – статии и доклади. Под негово ръководство защитават дисертации пет докторанта и над сто дипломанти. Автор и съавтор е на учебници по хидравлика и хидравлични машини, механика на флуидите, хидрозадвижвания на металорежещите машини, хидро- и пневмомашини и задвижвания, ръководства за лабораторни упражнения и сборник със задачи както и на книгата „Хидрозадвижвания при селскостопанските машини“.

## Управленска дейност
По два мандата е избиран за зам.-декан на факултет МСС, зам.-ръководител и зам.-директор на НИС, а в годините 1987 – 1993 е Декан на факултета по „Механизация на селското стопанство“ и зам. ръководител на Научноизследователския сектор“ на Русенския университет „А. Кънчев“. Единадесет години ръководи катедрата по „Топлотехника и хидравлика“.
Като декан на факултет МСС, проф. Гужгулов съдейства за обогатяване на неговата материална база. Спомага за разкриване на специалността „Мениджмънт“ и утвърждаване на специалността „Промишлен дизайн“ във факултета и специалността „Хидравлична и пневматична техника“.
Като ръководител катедра, използвайки много добрата база на хидравличното направление, той активно участва в разкриването на новата за Университета специалност „Хидравлична и пневматична техника“, както и за нейното последващо утвърждаване.

## Награди
- 1979 – „Орден на труда“ – сребърен, за приноса по изграждането на Учебно-производствения завод към Русенския университет.
- 1985 – орден „Кирил и Методи“ – ІІ степен, за дейността си като преподавател и учен;
- 2002 – присъдено почетното научно звание „Заслужил професор на Русенския университет“.